# Arboledas de los López Primera Sección
Arboledas de los López Primera Sección är en ort i Mexiko.   Den ligger i kommunen León och delstaten Guanajuato, i den centrala delen av landet, 300 km nordväst om huvudstaden Mexico City. Arboledas de los López Primera Sección ligger 1 822 meter över havet och antalet invånare är 652.
Terrängen runt Arboledas de los López Primera Sección är huvudsakligen platt, men norrut är den kuperad. Runt Arboledas de los López Primera Sección är det tätbefolkat, med 257 invånare per kvadratkilometer. Närmaste större samhälle är León de los Aldama, 13,1 km nordväst om Arboledas de los López Primera Sección. Trakten runt Arboledas de los López Primera Sección består till största delen av jordbruksmark.